# Herb kraju ołomunieckiego

Herb kraju ołomunieckiego

Herb kraju ołomunieckiego to jeden z symboli tego kraju.

## Opis herbu
Tarcza herbowa czwórdzielna w krzyż.
- W polu pierwszym, błękitnym, orzeł w szachownicę srebrno-czerwoną w złotej koronie.
- W polu drugim, złotym, orzeł czarny z białą przepaską w kształcie półksiężyca zakończoną trójliściem na piersi. Na środku przepaski położony biały krzyż. Orzeł nosi złotą koronę.
- W polu trzecim, złotym, falowany błękitny skos.
- W polu czwartym, błękitnym, litery "SPQO" ułożone w dwóch poziomych rzędach.

Identyczny wzór posiada heraldyczna flaga kraju.

## Uzasadnienie symboliki herbu
Orzeł w srebrno-czerwoną szachownicę to godło Moraw, a ukoronowany czarny orzeł jest symbolem czeskiego Śląska, czyli krain na terenie których znajduje się współczesny kraj ołomuniecki. Błękitny skos ma symbolizować rzekę Morawę, która w uproszczeniu taki kształt przyjmuje, gdy płynie przez kraj ołomuniecki. Litery "SPQO" pochodzą z herbu stolicy kraju - Ołomuńca. Skrót ów należy rozszyfrowywać jako łacińskie Senatus populusque Olomouci lub Olomoucensis (Senat i lud Ołomuńca, bądź ołomuniecki), które z kolei pochodzi od SPQR - Senatus Populusque Romanus (Senat i lud rzymski), a ma świadczyć o rzymskich początkach miasta. Do herbu kraju nie trafił natomiast główny element herbu Ołomuńca, głównie dlatego, że od orła morawskiego różni się jedynie kolorem języka ptaka - w przypadku krainy jest on złoty, a w przypadku miasta czerwony.